# Omeprazol
Omeprazol (Prilosec in generiki) je predstavnik skupine zdravilnih učinkovin, imenovanih zaviralci protonske črpalke. Največkrat se uporablja za zdravljenje dispepsije, peptičnega ulkusa, gastroezofagealne refluksne bolezeni in Zollinger–Ellisonovega sindroma. Omeprazol je ena najpogosteje predpisovanih in prodajanih učinkovin na globalnem trgu. V nekaterih državah obstaja tudi različica brez recepta. 

## Uporaba v terapiji
- zdravljenje oz. preprečevanje ponovitve razjed na dvanajstniku
- zdravljenje oz. preprečevanje ponovitve razjed na želodcu
- v kombinaciji z ustreznimi antibiotiki za odpravo Helicobacter pylori pri peptični ulkusni bolezni
- zdravljenje razjed na želodcu ali dvanajstniku, povezanih z uporabo nesteroidnih protivnetnih zdravil (NSAID)
- preprečevanje razjed na želodcu ali dvanajstniku, povezanih z uporabo nesteroidnih protivnetnih zdravil, pri bolnikih s tveganjem zanje
- zdravljenje refluksnega ezofagitisa
- dolgotrajno vodenje bolnikov z ozdravljenim refluksnim ezofagitisom
- zdravljenje simptomatske gastroezofagealne refluksne bolezni
- zdravljenje Zollinger-Ellisonovega sindroma

### Mehanizem delovanja
Omeprazol je inhibitor protonske črpalke. Deluje z zaviranjem izločanja želodčne kisline preko specifične inhibicije H+/K+ ATP-aze v parietalnih celicah. Z delovanjem na protonsko črpalko omeprazol blokira zadnji korak izločanja želodčne kisline in na ta način zmanjšuje kislost v želodcu.

## Neželeni učinki
Najpogostejši neželeni učinki (pri 1 % bolnikov) so glavobol, driska, trebušne bolečine, vrtoglavica, slabost in nespečnost. Klinične raziskave kažejo, da so omenjeni stranski učinki primerljivi s tistimi učinki, ki jih pacienti občutijo pri jemanju placeba.
Drugi pomembni stranski učinki vključujejo večje tveganje za kostne zlome, povezane z osteoporozo, in drisko, ki jo povzroči Clostridium difficile. Bolniki na oddelkih intenzivne nege pogosto prejemajo omeprazol kot zaščito pred nastankom razjed na prebavilih, vendar je ob taki uporabi tveganje za pojav pljučnice povečano za 30 %.

### Interakcije z drugimi učinkovinami
Omeprazol je kompetitivni inhibitor encimov CYP2C19 in CYP2C9 in lahko zaradi tega intereagira z učinkovinami, katerih mehanizem delovanja je povezan s tema encimoma. Primeri takšnih učinkovin so diazepam, escitalopram in varfarin, katerih koncentracija naraste v primeru hkratnega jemanja z omeprazolom. 
Prav tako so pomembne interakcije z učinkovinami, katerih mehanizem delovanja je osnovan na točno določenem območju pH želodca, saj se v tem primeru lahko njihova absorpcija zmanjša (npr. ketokonazol ali atazanavir) ali poveča (npr. eritromicin) zaradi povečanja pH vrednosti v želodcu.

## Farmakokinetika
Absorpcija omeprazola poteka v tankem črevesju in je običajno končana v 3–6 urah po zaužitju zdravila. V literaturi navedena biološka uporabnost omeprazola znaša od približno 40–60 %.
Biološka razpoložljivost omeprazola je v veliki meri povezana s prehrano v času aplikacije zdravila. Ta biološko uporabnost zmanjšuje. Tako se pacientu svetuje jemanje zdravila na prazen želodec ob kozarcu vode (vsaj 60 minut po obroku), odsvetuje pa se tudi vnosa hrane pol ure po zaužitju zdravila.
Omeprazol se popolnoma presnovi v sistemu citokroma P450, večinoma v jetrih. Približno 80 % peroralno zaužitega odmerka se izloči s sečem v obliki presnovkov, ostalo pa s fecesom. 

## Kemijski vidik delovanja
Omeprazol je racemat, kjer kiralni center predstavlja žveplo sulfoksidne skupine in se oba enantiomera pojavljata (S in R) pojavljata v enaki količini (1:1). V kislih pogojih na membranah parietalnih celic prihaja do pretvorbe v akiralna produkta (sulfenska kislina in sulfenamid), ki nato reagirata s cisteinsko skupino H+/K+ ATP-aze in na ta način inhibirata proizvodnjo želodčne kisline v parietalnih celicah.

## Zgodovina
Na tržišče je omeprazol prišel leta 1989 pod zaščitenima imenoma Prilosec in Losec, podjetja AstraZenca. Obstaja tudi različica brez recepta. Generična zdravila se pojavijo po letu 2001.
Ob izgubi patente zaščite in pojavu generikov je AstraZenca na tržišče poslala novo zdravilo pod imenom esomeprazol (Nexium), ki je predstavlja čisto obliko S-enantiomera omeprazola.

## Farmacevtske oblike
Omeprazol najdemo v obliki kapsul in tablet (omeprazol ali omeprazol magnezij; jakosti: 10 mg,20 mg, 40 mg). Poleg tega se nahaja tudi v obliki praška za intravenske injekcije (omeprazol natrij). Večina peroralnih farmacevtskih oblik z omeprazolom je obložena s gastrorezistentnim plaščem in na ta način zaščitena pred kislostjo želodca in hitro razpadnostjo učinkovine.
V Evropi (ne v ZDA) najdemo omeprazol tudi v obliki za takojšne injiciranje v obliki 10mL viale, napoljene s praškom omeprazol natrija (42,6 mg, kar je enakovredno 40 mg omeprazola), in ločene ampule z raztopino.

### Peletni sistemi
Tableta Loseca sestoji iz zelo majhnih gastrorezistentih zrnc (pelet). Ob stiku z vodo ali v želodcu voda z osmozo vdre v tableto, kar sprva povzroči nabreklost ovoja, nato pa sporočanje gastrorezistentih zrnc v tekočino.
Za večino pacientov tak sistem nima nobenih prednosti pred ostalimi gastrorezistentimi oblikami. Korist pa imajo pacienti, ki imajo težave s požiranjem, in tisti, ki imajo prehrano urejeno preko nazogastrične cevke. Tablete se lahko namreč predhodno raztopijo v vodi, da razpadejo na gastrorezistentna zrnca, ki jih je mnogo lažje aplicirati po peroralni cevki ali vstaviti v omenjeno cevko.
Zrnca se proizvajajo s sistemom »fluid air bed«. Postopek je naslednji: na sferične oblike sladkorjev se večkrat nanese suspenzije omeprazola, zaščitnega sloja, gastrorezistenti plašč in zunanji sloj, ki preprečuje agregacijo zrnc. Zrnca so nato pomešana z ostalimi pomožnimi snovmi in stisnjena v tablete. Naposled tablete še filmsko obložijo, da izboljšajo stabilnost in izgled framacevtske oblike.

### Farmacevtske oblike s takojšnim sproščanjem
Leta 2004 so na trg prišle tudi farmacevtske oblike omeprazola in natrijevega bikarbonata, ki ne zahtevajo
gastrorezistentnega filma. Te oblike uporabljajo natrijev bikarbonat kot pufer, ki zaščiti omeprazol pred razgradnjo z želodčno kislino.
Ta patent je omogočil razvoj farmacevtskih oblik omeprazola, kot so kapsule, žvečljive tablete in praški za peroralne suspenzije. Te oblike so najbolj zaželene pri pacientih, ki si želijo oz. potrebujejo takojšne sproščanje učinkovine, na primer pri tistih, ki obolevajo za povečanim izločanjem želodčne kisline med spanjem.